# Cuatrocorz
Cuatrocorz (Quatrecorts, en catalán ribagorzano) es una localidad española prácticamente deshabitada perteneciente al municipio de Peralta de Calasanz, en la provincia de Huesca. Pertenece a la comarca de La Litera, en la comunidad autónoma de Aragón.